# Emiliano Romero Clavijo
Emiliano Romero Clavijo (Santa Lucía, Canelones, Uruguay; 30 de septiembre de 1992) es un futbolista uruguayo. Juega de centrocampista y su equipo actual es Macará de la Serie A de Ecuador.

## Trayectoria
La carrera de Romero comenzó en 2012, jugando para Juventud de Las Piedras, club de la Primera División de Uruguay. Su debut fue el 25 de agosto de 2012 frente a River Plate de Uruguay. Siete partidos más tarde, frente a Montevideo Wanderers, recibió su primer tarjeta roja de su carrera. Diez meses después anotó su primer gol frente a Defensor Sporting. En enero de 2016, abandonó el fútbol uruguayo, para irse a préstamo por un año y medio a Atlético de Rafaela, equipo de la Primera División de Argentina. Luego de 28 partidos, fue contratado por el club de Santa Fe. Su primer gol con la Crema fue el 23 de febrero de 2019, al convertir uno de los 3 goles del equipo frente a Defensores de Belgrano.

## Estadísticas

### Clubes
Actualizado al último partido disputado el 2 de junio de 2024.
| Juventud de Las Piedras · Uruguay | 2.ª                 | 2011-12             | 18  | 0 | - | - | - | - | 18  | 0 |
| Juventud de Las Piedras · Uruguay | 1.ª                 | 2012-13             | 26  | 0 | - | - | - | - | 26  | 0 |
| Juventud de Las Piedras · Uruguay | 1.ª                 | 2013-14             | 17  | 1 | - | - | - | - | 17  | 1 |
| Juventud de Las Piedras · Uruguay | 1.ª                 | 2014-15             | 28  | 0 | - | - | - | - | 28  | 0 |
| Juventud de Las Piedras · Uruguay | 1.ª                 | 2015-16             | 13  | 0 | - | - | 4 | 0 | 17  | 0 |
| Juventud de Las Piedras · Uruguay | Total club          | Total club          | 102 | 1 | - | - | 4 | 0 | 106 | 1 |
| Atlético de Rafaela Argentina | 1.ª                 | 2016                | 5   | 0 | 0 | 0 | - | - | 5   | 0 |
| Atlético de Rafaela Argentina | 1.ª                 | 2016-17             | 22  | 0 | 1 | 0 | - | - | 23  | 0 |
| Atlético de Rafaela Argentina | 2.ª                 | 2017-18             | 23  | 0 | 1 | 0 | - | - | 24  | 0 |
| Atlético de Rafaela Argentina | 2.ª                 | 2018-19             | 13  | 1 | 1 | 0 | - | - | 14  | 1 |
| Atlético de Rafaela Argentina | 2.ª                 | 2019-20             | 19  | 0 | 1 | 0 | - | - | 20  | 0 |
| Atlético de Rafaela Argentina | 2.ª                 | 2021                | 8   | 0 | 0 | 0 | - | - | 8   | 0 |
| Belgrano Argentina | 2.ª                 | 2021                | 22  | 0 | 0 | 0 | - | - | 22  | 0 |
| Belgrano Argentina | Total club          | Total club          | 22  | 0 | 0 | 0 | 0 | 0 | 22  | 0 |
| Atlético de Rafaela Argentina | 2.ª                 | 2022                | 23  | 0 | 0 | 0 | - | - | 23  | 0 |
| Atlético de Rafaela Argentina | Total club          | Total club          | 113 | 1 | 4 | 0 | 0 | 0 | 117 | 1 |
| Guillermo Brown Argentina | 2.ª                 | 2023                | 26  | 0 | 0 | 0 | - | - | 26  | 0 |
| Guillermo Brown Argentina | Total club          | Total club          | 26  | 0 | 0 | 0 | 0 | 0 | 26  | 0 |
| Macará · Ecuador | 1.ª                 | 2024                | 14  | 0 | 0 | 0 | - | - | 14  | 0 |
| Macará · Ecuador | Total club          | Total club          | 14  | 0 | 0 | 0 | 0 | 0 | 14  | 0 |
| Total en su carrera | Total en su carrera | Total en su carrera | 277 | 2 | 4 | 0 | 4 | 0 | 285 | 2 |
| (1) Las copas nacionales se refiere a la Copa Argentina. (2) Las copas internacionales se refiere a la Copa Libertadores y a la Copa Sudamericana. |                     |                     |     |   |   |   |   |   |     |   |